# ブルートレイン (日本)
日本におけるブルートレイン（英語: Blue Train）は、かつて日本国有鉄道（国鉄）およびその後身のJRグループによって運行されていた、客車を使用した寝台列車を指す愛称である。ただし、これは「列車愛称」とは異なり、運行する車輛の色が青であったことを由来とする包括的な列車の通称である。ブルトレとも略称される。
一般には、国鉄時代の1958年（昭和33年）に登場した20系客車（以後「20系」と略す）以降の、青い車体色で特徴付けられた固定編成専用寝台客車を使用した特急列車を指す。その創始は、同年10月1日のダイヤ改正で車両が旧形のものから20系に置き換えられた「あさかぜ」である。2000年代後半には新幹線・飛行機・高速バス・ビジネスホテルといった代替・競合普及による需要の低下で設備更新コストを賄えない採算性の悪化で続々廃止になっていった。そして2015年（平成27年）をもってブルートレインは全廃となった。

## 概要
「あさかぜ」以降の20系、14系14形・15形寝台車、24系24形・25形で編成される寝台列車がこの名で呼ばれる。狭義では、それらの中でも寝台特急列車のみを指すこともある。しかし、座席車が半数以上連結される列車でも広義の意味で「ブルートレイン」と称される事例も見られた。
北海道では、1982年（昭和57年）11月15日のダイヤ改正から在来形客車（43系座席車と10系寝台車など）の代替車両として14系500番台客車が用いられた時期があり、当時の夜行急行列車である「利尻」・「まりも」・「大雪」も「ブルートレイン」と称された。
逆に、寝台列車ではあっても、電車である581系・583系を使用した「ゆうづる」・「はくつる」や「月光」・「きりしま」・「明星」・「彗星」・「なは」・「金星」は、「ブルートレイン」と称さなかった。
このため、285系電車へ移行した「サンライズ出雲」・「サンライズ瀬戸」や、かつて気動車に寝台客車を併結する形で運行していた「利尻」・「おおぞら13-14号」→「まりも」なども、同様にブルートレインと称していない。
昼行列車では、20系客車が登場した1958年（昭和33年）から運行開始した上野駅 - 青森駅間の昼行特急列車「はつかり」の車両に、20系と同様の青を基調とした車体色が用いられた。しかし、「はつかり」は1960年（昭和35年）12月10日のダイヤ改正から気動車（キハ81系）で運行されるようになり、これ以降、客車による昼行特急が定期列車に設定されることはなかったため、客車で運行される昼行特急列車を「ブルートレイン」と呼ぶ習慣は成立しなかった。
ただし、1970年代以降臨時列車で運行された「つばさ51号」など、12系・14系座席車を用いた昼行特急列車を「ブルートレイン」と紹介する例もあるが、一般的ではない。

### ブルートレインの商標権
2007年（平成19年）11月現在、『ブルートレイン』の商標権はイトーキ、タカラトミー、東日本旅客鉄道（JR東日本）、サンリオ、コナミデジタルエンタテインメント、小杉産業が保有している。
ブルートレインブームの際、ヘッドマークをあしらった商品が各社から多数発売されたが、これらの商品について国鉄の監修ならびに使用料などの関わりは一切ない。これは、公共企業体であった国鉄が商標権を保有できなかった間隙を突いたものであり、現在においても国鉄時代にデザインされた車両やヘッドマークは日本国民の共有財産であり、現在のJRグループ各社に独占的権利はない。ただし、「はやぶさ」のヘッドマークはJR東日本、「富士」のヘッドマークは九州旅客鉄道（JR九州）がそれぞれ商標権を取得している。

## 沿革

### 国鉄20系客車の登場と名称の起こり
1956年に東京駅 - 博多駅間で運行を開始した「あさかぜ」は、京阪神を深夜に通過するダイヤ設定で関西からの反発はあったものの、乗車率は好調であった。しかし、現行のA寝台に相当する二等寝台車として、戦前製造のツーリスト式寝台車を使用したり、列車によっては、急行列車に用いられる車両を使用したため、特急列車に見合う車両が求められるようになった。
そのために設計・製造された車両が20系客車である。詳細は、車両の項に譲るが、日本の客車としては初となる「固定編成」の考えに基づき、初めて全車両に空調設備を設け、食堂車で電気コンロを調理に用いるなど、編成内のすべてのサービス電源を編成端の電源車で賄う「完全電化」された車両となった。当初は東海道区間における座席需要も多かったため、寝台車の他に座席車も連結していた。
また、塗色は、同じ1958年に登場した昼行特急列車用の電車である20系電車（のちに称号改正で151系電車→181系）が、クリーム（クリーム4号）と赤（赤2号）の明るい塗色を採用したのに対し、ヨーロッパの寝台車に多く用いられていた青（青15号）が選ばれ、屋根以外を青色にし、クリーム（クリーム1号）の細いラインを車両側面の上部・中央・下部の3か所に入れたものとした。
当初20系は、（東京対）九州方面の寝台特急列車のみに充当されたため、この車両を用いた列車は「九州特急」などと呼ばれ、その車両は固定編成客車と呼ばれた。しかし1964年からは、東京から北へ向かう「はくつる」に充当されるようになったことから、「九州特急」の呼称は不適切なものになった。また、1964年の東海道新幹線開業後は20系の座席車も寝台車に次々と置き換えられ、全車寝台化が図られていった。
1965年頃からは、趣味誌において「ブルー・トレーン」という表現が使われ始めている。国鉄文書での最初の使用は、PR誌『国鉄通信』1966年8月22日号であるが、国鉄関係者執筆の文書による使用は『運転協会誌』1966年8月号で既に使われている。

### ニューブルートレインの登場
1970年、日本万国博覧会（いわゆる「大阪万博」）の開催に伴う輸送力確保のため、座席車として12系が製造される。この車両は、室内の冷暖房用として大容量のディーゼル発電機が採用されたが、臨時列車や団体専用列車に充当される前提のため、編成中の緩急車から供給する分散電源方式となった。また当時、既に20系以外の一部客車の塗色にも青15号の車両が存在したことへの差別化と、新幹線連絡のイメージから、車体色には新幹線0系電車と同じ、より鮮やかな青（青20号）の地色に、アイボリーホワイト（クリーム10号）の2条の帯が採用された。
この12系の設計をもとに新製された寝台車である14系は、20系車両までのB寝台の寝台幅52cmを踏襲せず、581・583系の寝台幅に合わせ、70cmが採用された。これにより20系との差別化が図られ、登場当時は"ニューブルートレイン"とも称された。外観も12系の塗色が引き継がれ、青20号にクリーム10号の帯2条となった。
以降、20系と同じく集中電源方式を採用した24系も、14系と同様の設計で製造される。またB寝台が2段化された24系25形、14系15形では、塗色は単に青1色となるが、白帯（クリーム10号）の替わりにステンレス製の帯が巻かれ、保守の面では一層の省力化が図られる。なお初期の14系と24系も、24系25形や14系15形と同様に2段式寝台に改修が行われるが、寝台の変更のみで更衣室が残るなどの差違が見られるものの、運用面での差違は（特にJRになってからは）少なくなっている。
この14系と24系は、車両構造においてサービス電源の方式以外は設計上類似した部分が多いことから、1980年代半ば以降より個室寝台などに改造を行うにあたり、14系と24系との間で車種変更が行われる事例が頻繁に見られるようになった。

### ブルートレインの転換期
これら"ニューブルートレイン"が登場した1970年代、とりわけ後半から、国鉄の運賃・料金の値上げと航空機・新幹線・高速バスの普及などによる寝台列車自体の衰退が始まっており、国鉄が、居住性を改善した新形式車の周知を図るため、「星の寝台特急」と称したPR作戦を行った。
例えば、1974年4月の24系25形寝台車登場以降、B寝台に設備について扉上部に星の数で表記を行った。
| 表示 | 寝台内容                                  | 該当車両                                                                   |
| ---- | ----------------------------------------- | -------------------------------------------------------------------------- |
| ★    | 3段式寝台客車                             | 20系客車 未改修の14・24系寝台客車                                          |
| ★★   | 3段式寝台電車                             | 581・583系                                                                 |
| ★★★  | 2段式寝台客車                             | 新製車両としては14系15形・24系25形が該当 14・24系でも2段式に改修された車両 |
| ★★★★ | 4人個室寝台 「カルテット」 （1984年登場） | オハネ14形700番台、オハネ24形700番台                                       |

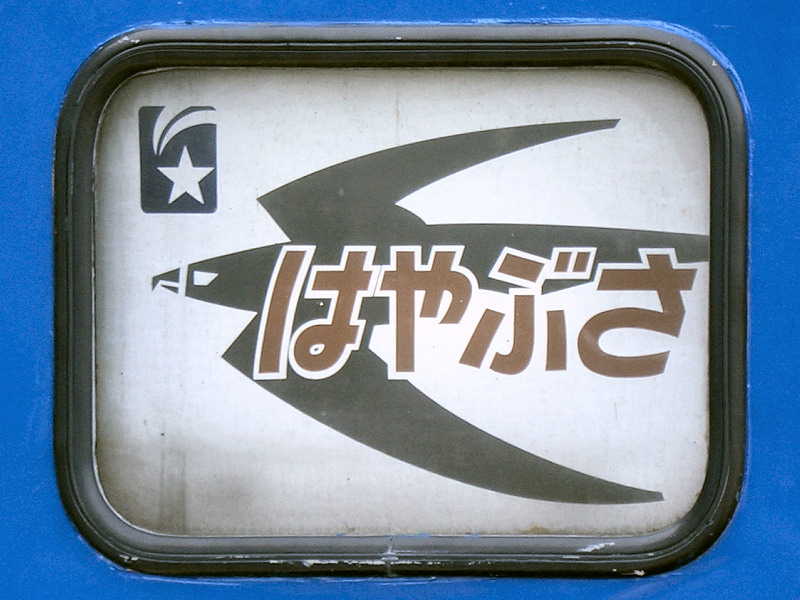
寝台特急「はやぶさ」のテールマーク／左端に「流れ星」のマークが用いられている。

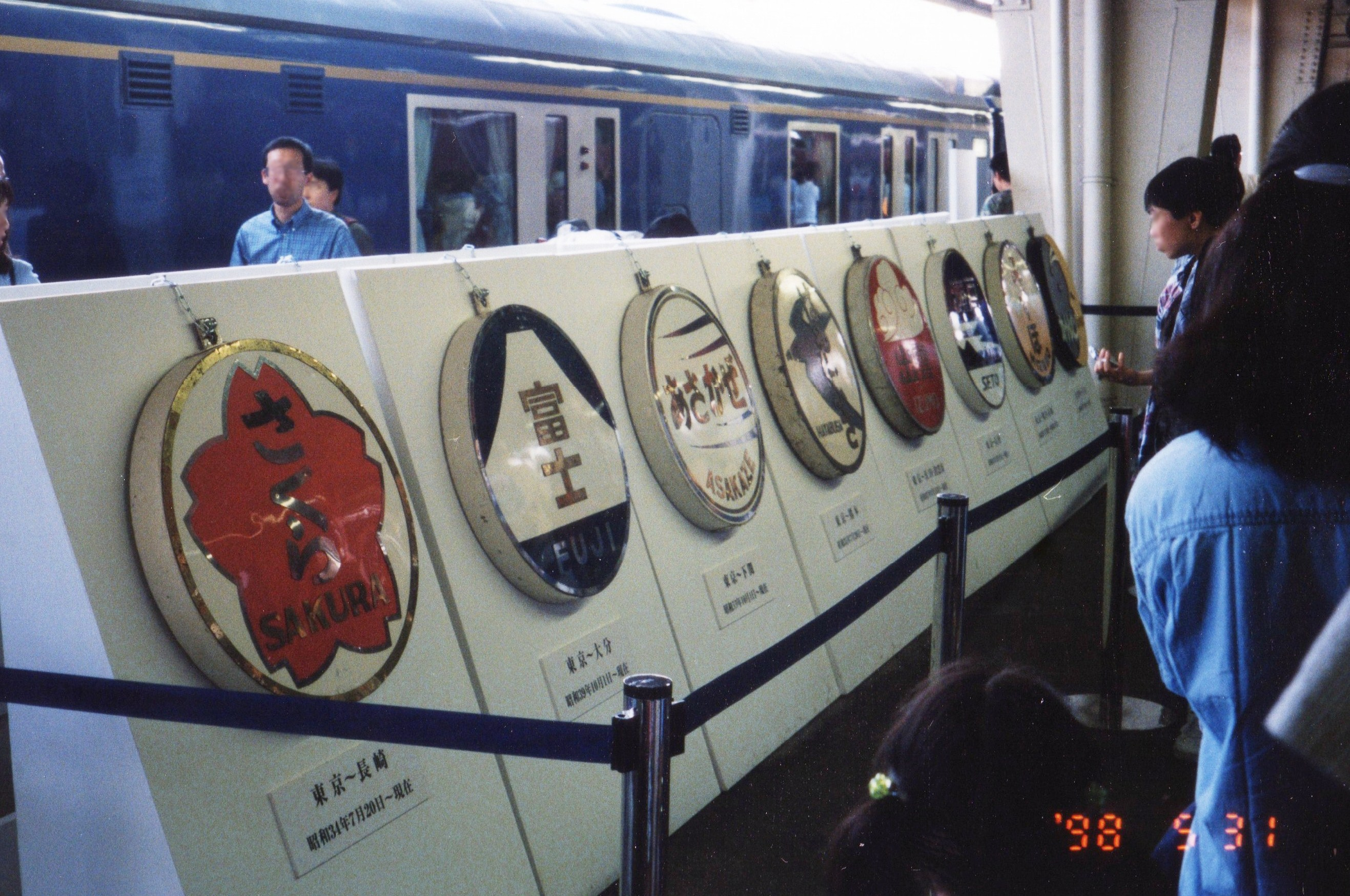
ブルートレインのヘッドマーク
Blue train フェスティバル（品川駅）

また、このキャンペーンによって、寝台専用列車を表す「流れ星」のマークが登場している。編成最後部でも方向幕を採用した14・24系では、1979年7月頃より"テールマーク"として図案化し、列車毎に使用することで差別化を図った。
この施策は、ほぼ同時期に種別・列車名幕を設置した電車による昼行列車で採用された、「絵入りヘッドマーク」と並行して行われた。これは、従来は牽引する機関車や最後部車両にヘッドマークを取り付けていたが、このヘッドマークの取り付けが、東海道・山陽本線区間を牽引する電気機関車群を除き、保守の省力化に伴い1970年代までに事実上廃止されていたため、これを簡易的な形ではあるが復活させる意味合いもあったとされる。このため、寝台特急列車のうち「安芸」「いなば」は、ヘッドマークも絵入りテールマークも設定されなかった。この図案化したテールマークはおおむね好評だったことから、定期列車として運用されていた20系客車でも用いられた事例もある。
しかし1975年3月の山陽新幹線博多開業、1976年11月の国鉄運賃・料金の大幅な値上げ、国鉄の赤字拡大によるサービスの簡略化はブルートレインの乗客を大幅に減らし、1978年10月改正・1980年10月改正では乗客減の為主に関西 - 九州間列車を中心に多くのブルートレインが廃止され、積極的なテコ入れ策もないまま国鉄末期を迎えようとしていた。
なお、全車寝台車の急行列車は走行距離が600km以内と比較的短く、多くは東北・上越新幹線の開業で存在価値を失ったこともあって、比較的安定した需要のあった東海道本線を運行していた「銀河」を除き、JR移行前に全廃された。

### ブルートレインブーム
ブルトレブームがマスコミで騒がれ始めたのが1978年頃であったが、それ以前からブルートレインを鉄道雑誌の特集で取り上げると爆発的に売れることが多く、鉄道ファンには根強い人気があった。1978年3月にはTBSテレビで「富士」を追ったドキュメント番組を放送するとそれを機に鉄道ファン以外からも関心を集め、夏頃になると東京駅等でブルートレインの撮影をする人が小中学生を中心に増加し、ブームが本格化した。先頭機関車にヘッドマークをつけた東京と九州を結ぶ「富士」、「はやぶさ」、「あさかぜ」、「さくら」、「みずほ」が人気だったが中でも東京と山陰を結ぶ「出雲」は、その特徴的なデザインと色彩の美しさから特に人気が高かった。漫画では「ドラえもん」で「ブルートレインはぼくの家」という作品が登場し、「ドカベン」では明訓高校と対戦する相手高校に「BT（ブルートレイン）学園」が登場した。一般向け小説でも西村京太郎の「寝台特急殺人事件」が大ヒットするなど、鉄道雑誌に留まらず多くのメディアが取り上げた。そして前述のテールマークがブルートレインに採用されると更に撮影はエスカレートして、深夜に九州ブルトレが通過する大阪地区では青少年が深夜に駅構内で撮影することが教育上問題になったりもした。
なお、これら一連の施策とマスメディアの動向は「ブルートレイン（略してブルトレ）ブーム」と称されたが、このブームも施策も利用者の大幅な増加には結びつかず、ブーム真っ只中の1978年・1980年には前述の通り多くの列車が廃止された。
国鉄も手をこまねいていたわけではなく、1984年7月の「さくら」・「みずほ」の個室寝台車「カルテット」の連結、1985年3月の「はやぶさ」へのロビーカー連結とそれに伴う東海道・山陽本線でのEF66形への牽引機関車変更が行われた。
そして国鉄分割民営化直前の1987年3月には「あさかぜ1・4号」（運行当時）が大幅にリニューアルされ、「ゆうづる」に九州特急以外ではほぼ初めてとなる2人用A個室寝台「ツインデラックス(DX)」の連結を行うなど、ブルートレインを重要な商品として売り出そうと民営化を控えた国鉄の姿勢がうかがえた。

### JR発足以降
1987年(昭和62年)にJRが発足し、継承された施策のうち、ブルートレイン関連で大きなものとしては、1988年に開業した青函トンネルと、瀬戸大橋を経由して運行される列車の運行がある。このうち前者にあたる「北斗星」は、個室寝台を中心にした編成、専用色とした「青に3条の金帯」への塗色変更、食堂車の時間指定を行うなど、従来の列車とは著しく異なった列車として紹介され、当時のバブル景気の風潮に乗った豪華列車として成功した例となり、「トワイライトエクスプレス」や「カシオペア」に繋がるものとなった。
このため、以降青函トンネルを通過するため運行経路・経由地から"青函ブルトレ"と通称されることとなったが、「トワイライトエクスプレス」以降、車両塗色が青を基調としないものとなった関係で、これ以降「寝台列車」=「ブルートレイン」の構図は崩れた格好となった。
なお、「あさかぜ1・4号」（運行当時）でも先に述べた「北斗星」のパイロット版として、列車のグレードアップが試行されたが、運行車両会社の思惑により、元祖たる"九州特急"を含む東海道・山陽本線経由の寝台特急については、1990年代半ば以降、前記施策の継承はほとんど見られなくなった。
"九州ブルトレ"については、まず1993年3月18日のダイヤ改正で食堂車の営業が中止され、その後1994年12月3日のダイヤ改正で歴史ある「あさかぜ1・4号」と「みずほ」が臨時列車に格下げ（その後いずれも廃止）となったのを皮切りに、運行区間の短縮や複数列車の併結化による運行本数の削減が進められた。

#### 代替手段の普及による需要激減
2000年代後半からは九州ブルトレだけでなく関西 - 九州間や東京 - 中国地方間のブルトレについても急速に縮減が進められた。背景には、新幹線や航空機など代替手段の普及で需要が大幅に減少し、夜間に乗務員や駅員を確保することによるコスト、車両運行に必要な乗務員訓練のコスト、距離を走るため複数の鉄道会社をまたぐための調整コストを賄えなくなった赤字事業になったことにある。そのため、車両の老朽化と合わせて、続々と廃止されていった。 
JR東日本の調査によると、2005年(平成17年)における東京から西へ向かうブルートレイン運行路線全体の利用状況は、JR発足年である1987年(昭和62年)の利用者数と比較すると、18年前の利用者数の21%レベルにまで落ち込んでいた。
一方で、寝台列車の競合である高速道路網・新幹線・空港の整備が遅れていた北陸方面・東北方面のブルートレインは、「西へ向かう列車」などその他地域のと比べるならば高めな利用率であった。それでも、「ビジネスの足」として、寝台列車ブルートレインは高度経済成長期は活躍したが、その後に新幹線・飛行機・夜行バスに押されて乗客が減少・廃止が進んでいった。1994年12月3日のダイヤ改正で富山駅 - 福井県敦賀駅を運行区間とする「つるぎ」が廃止されたのを皮切りに、ブルートレインは1990年代後半から廃止や統合が相次いだ。例として、1997年3月22日の秋田新幹線開業に伴うダイヤ改正で奥羽本線（秋田駅以南）を経由する「あけぼの」が廃止された。但し「あけぼの」の列車名は羽越線経由の「鳥海」を改称する形で存続した。
2002年12月1日の東北新幹線盛岡〜八戸の開業により「はくつる」が廃止となる。
2005年3月1日のダイヤ改正で「さくら」「あさかぜ」が、同年10月1日には「彗星」が廃止され、翌2006年3月18日のダイヤ改正では「出雲」が廃止された。
2008年3月15日のダイヤ改正では「なは」「あかつき」が廃止され、関西 - 九州間のブルトレが消滅した。また、最後まで寝台急行として残っていた「銀河」も同時に廃止された。
2009年3月14日のダイヤ改正では、「はやぶさ」と「富士」が廃止されたことにより、東京駅発着の元祖「ブルートレイン」は全廃となり、東海道本線、山陽本線および九州島内からブルートレインが消滅した。牽引機であるEF65形やEF66形などといった電気機関車も、旅客列車の定期運用がすべて消滅している。
2008年3月15日のダイヤ改正では「北斗星」、「日本海」が減便されたが、これは青函トンネルを北海道新幹線に供用する工事のための間合い時間の確保」とされた。
2010年3月13日のダイヤ改正では、「北陸」が廃止となった。
2012年3月17日のダイヤ改正では「日本海」が定期運行を終了し、臨時列車に格下げとなったが、2013年冬季以降は運行されなくなった。
2014年3月15日のダイヤ改正では「あけぼの」が定期運行を終了し、臨時列車に格下げとなったが、2015年夏季以降は運行されなくなった。
一方で2009年より、「北斗星」「カシオペア」等の牽引用として、EF510形電気機関車（500番台）が新造されている（詳細は該当記事を参照）。しかし、このころの列車廃止の説明として、国鉄時代からの主力車両であった14系・24系客車の老朽化があると説明されるケースが出てくるようになる。

### 終焉・他の寝台列車
2015年3月14日のダイヤ改正で、最後まで残っていた「北斗星」が定期運行を終了して臨時列車に格下げとなった。この際にロビーカーは1両分に組み替えられ、「カシオペア」と同様のダイヤで始発駅基準で2日に1便を「カシオペア」と交代で運行していたが、8月22日の札幌発上野行きを最後に臨時運行も終了して日本のブルートレインは約60年の歴史に幕を閉じた。北海道と青森、岩手両県は2016年春の北海道新幹線の開業後も「北斗星」を存続させるよう要望し、過去に「出雲」でも同様の事例がみられたが、何れも廃止された。
一方で、JR東日本やJR九州が運行した「リバイバルトレイン」は抽選するほどに応募が寄せられて満員の客を乗せて運行するなど、イベント等で臨時運行されるブルートレインはおおむね盛況であった。しかし、前述の通り14系・24系客車の老朽化もあってか2010年代後半以降は運転されなくなり、14系・24系客車もほとんどが廃車となり、2021年4月1日現在では24系客車がJR東日本に保留車として僅か3両（オハネフ25 14、スシ24 506、オシ24 701）が在籍するのみとなっている。

#### その他の残存寝台列車
「寝台列車」の観点では、ブルートレインの後継である「サンライズ瀬戸・出雲」が2021年4月時点で唯一存在する。また、同じくブルートレインの後継として2016年3月まで定期運行されていた「カシオペア」が団体臨時列車扱い（旅行商品としての販売）で「カシオペア紀行」「カシオペアクルーズ」としてJR東日本管内で不定期に運行されている。
なお、「寝台列車」という観点というより「列車に泊まれる」という観点では、JR九州が、九州を一周する豪華寝台列車「ななつ星 in 九州」を2013年10月15日から運行を開始した。同様の列車はJR東日本が「TRAIN SUITE 四季島（トランスイート しきしま）」を2017年5月1日より運行を開始し、JR西日本が「TWILIGHT EXPRESS 瑞風（トワイライトエクスプレス みずかぜ）」を2017年6月17日に運行を開始した。
また、西日本旅客鉄道（JR西日本）は117系電車を改修して「WEST EXPRESS 銀河（ウエストエクスプレスぎんが）」という名称で2020年9月から運行を開始した。この車両は車体を青系統としており、一つの特色としている。なお、列車は夜行専用ではなく、エリアによっては昼行列車でも使用される。

#### 廃止後の列車名や車両
廃止されたブルートレインの列車名の中には、新幹線の列車名として復活したものがある。九州ブルトレの代表格だった「みずほ」「さくら」は山陽新幹線から九州新幹線へ直通する新幹線列車として復活し、「はやぶさ」は新青森駅まで延長された東北新幹線ならびに新函館北斗駅まで開業した北海道新幹線の列車名になった。また、「日本海」の補完的役割としていた「つるぎ」は北陸新幹線の富山駅 - 金沢駅間を結ぶ新幹線列車として復活し、金沢駅 - 敦賀駅間が延伸開業する2023年3月16日以降は大阪駅・名古屋駅からの在来線特急と接続する形で富山駅・金沢駅 - 敦賀駅間の新幹線列車になった。
このほか、廃車後に保存された車両の一部を固定式の宿泊施設として活用する動きもある。また、タイ王国、マレーシア、ミャンマー、フィリピンといった海外に無償譲渡され、現地で延命化改造後に寝台列車として再活用されている車両もある（日本から国外に譲渡された中古鉄道車両を参照）。

## 「ブルートレイン」一覧
本章では、20系・14系・24系寝台車で編成された、「定期列車」かつ「寝台列車（寝台特急・寝台急行など）」を記載する。概要を参照されたい。
なお、「ブルートレイン」は厳密に定義されているわけではない。
列車名のみであれば「夜行列車#日本」も参照のこと。
列車種別・列車名・運行区間などは、直近の廃止時のものとする。なお、列車種別上位・五十音順とした。

### 寝台特急
| 列車名   | 最終運行区間              | 特徴がある経由路線     | 定期列車廃止日 車両変更日 | 廃止事由 | その他 |
| -------- | ------------------------- | ---------------------- | ------------------------- | --- | --- |
| あかつき | 京都駅 - 長崎駅間         |                        | 2008年3月15日             | 車両老朽化および利用者減少。                                                                                            | 1978年10月2日から1985年3月14日までは一部の列車が筑豊本線を経由していた。 |
| 安芸     | 新大阪駅 - 下関駅間       | 呉線経由               | 1978年10月1日             | 利用者減少。 | |
| あけぼの | 上野駅 - 青森駅間         | 上越線・羽越本線経由   | 2014年3月15日             | 車両老朽化および利用者減少。                                                                                            | 臨時列車として廃止後運行実績あり。 |
| あさかぜ | 東京駅 - 下関駅間         |                        | 2005年3月1日              | 車両老朽化および利用者減少。                                                                                            | |
| 出雲     | 東京駅 - 出雲市駅間       | 山陰本線経由           | 2006年3月17日             | 客車の老朽化および利用者減少。                                                                                          | 現：「サンライズ出雲」 |
| いなば   | 東京駅 - 米子駅間         | 山陰本線経由           | 1978年10月1日             | 運行区間延長に伴い、「出雲」に統合。                                                                                    | |
| 紀伊     | 東京駅 - 紀伊勝浦駅間     | 関西本線・紀勢本線経由 | 1984年1月31日             | 利用者減少。 | |
| さくら   | 東京駅 - 長崎駅間         |                        | 2005年3月1日              | 車両老朽化および利用者減少。                                                                                            | |
| 彗星     | 京都駅 - 南宮崎駅間       |                        | 2005年10月1日             | 利用者減少。 | |
| 瀬戸     | 東京駅 - 高松駅間         |                        | 1998年7月10日             | 使用車種の変更。 | 現：「サンライズ瀬戸」 |
| 鳥海     | 上野駅 - 青森駅間         | 上越線・羽越本線経由   | 1997年3月22日             | 「あけぼの」に統合。 | |
| つるぎ   | 大阪駅 - 新潟駅間         | 湖西線経由             | 1994年12月2日             | 利用者減少。 | 臨時列車としては1996年12月まで運行。 |
| 出羽     | 上野駅 - 秋田駅間         | 上越線・羽越本線経由   | 1993年12月1日             | 利用者減少に伴い、「鳥海」に統合。                                                                                      | |
| なは     | 京都駅 - 熊本駅間         |                        | 2008年3月15日             | 車両老朽化および利用者減少。                                                                                            | |
| 日本海   | 大阪駅 - 青森駅間         |                        | 2012年3月17日             | 車両老朽化および利用者減少。                                                                                            | 廃止後臨時列車としての運行実績あり。 |
| はくつる | 上野駅 - 青森駅間         | 東北本線経由           | 2002年11月30日            | 東北新幹線八戸延伸に伴う、東北本線の並行在来線区間の青い森鉄道・IGRいわて銀河鉄道への転換ならびに在来線の運行系統再編。 | 1968年10月から1994年12月までは電車（583系）で運行 |
| はやぶさ | 東京駅 - 熊本駅間         |                        | 2009年3月14日             | 車両老朽化および利用者減少。                                                                                            | |
| 富士     | 東京駅 - 大分駅間         |                        | 2009年3月14日             | 車両老朽化および利用者減少。                                                                                            | |
| 北星     | 上野駅 - 盛岡駅間         | 東北本線経由           | 1982年11月15日            | 東北新幹線開業に伴う運行系統再編。                                                                                      | |
| 北斗星   | 上野駅 - 札幌駅間         | 東北本線経由           | 2015年3月13日             | 車両の老朽化及び北海道新幹線開業に伴う再編。                                                                            | 臨時列車として、2015年8月22日まで運行。 |
| 北陸     | 上野駅 - 金沢駅間         | 上越線経由             | 2010年3月13日             | 車両老朽化および利用者減少。                                                                                            | |
| みずほ   | 東京駅 - 熊本駅・長崎駅間 |                        | 1994年12月2日             | 利用者減少。 | 臨時列車としての運行はなし。 |
| 明星     | 新大阪駅 - 西鹿児島駅間   |                        | 1986年11月1日             | 利用者減少に伴い、「なは」に統合。                                                                                      | 1975年3月10日から1978年10月2日までは一部の列車が筑豊本線を経由していた。 また、同時期に運転されていた季節列車は14系座席車での運行であり、ブルートレインの範疇には含まれない。 定期列車廃止後、臨時列車としての運行もあり。 |
| ゆうづる | 上野駅 - 青森駅間         | 常磐線経由             | 1988年3月13日             | 「北斗星」運行開始に伴う車両・ダイヤ確保。                                                                              | 電車寝台特急として1993年11月30日まで運行。 |

### 寝台急行
| 列車名      | 最終運行区間      | 特徴がある経由路線           | 定期列車廃止日 車両変更日 | 廃止事由                                           | その他                                                                      |
| ----------- | ----------------- | ---------------------------- | ------------------------- | -------------------------------------------------- | --------------------------------------------------------------------------- |
| 天の川      | 上野駅 - 秋田駅間 | 上越線・白新線・羽越本線経由 | 1985年3月14日             | 東北・上越新幹線の上野乗り入れに伴う運転系統再編。 | 臨時列車としての運行もあり。                                                |
| 銀河        | 東京駅 - 大阪駅間 |                              | 2008年3月15日             | 客車の老朽化と利用者減少。                         |                                                                             |
| 新星        | 上野駅 - 仙台駅間 |                              | 1982年11月15日            | 東北新幹線開業に伴う運行系統再編。                 |                                                                             |
| 十和田3·4号 | 上野駅 - 青森駅間 | 常磐線経由                   | 1982年11月15日            | 特急「ゆうづる」に昇格。                           | 寝台車の比率が高く、編成中に連結されていた3両の座席車も全車指定席であった。 |

### 客車急行
以下は20系・14系・24系客車を寝台車として連結した列車で、寝台急行ではない座席・寝台混成の夜行急行列車（座席車は12系もしくは14系座席車）。
| 列車名      | 最終運行区間            | 特徴がある経由路線     | 定期列車廃止日 車両変更日 | 廃止事由                                     | その他 |
| ----------- | ----------------------- | ---------------------- | ------------------------- | -------------------------------------------- | --- |
| かいもん    | 門司港駅 - 西鹿児島駅間 | 鹿児島本線経由         | 1993年3月18日             | 使用車種の変更。                             | - 門司港駅 - 小倉駅駅間は普通列車として運行。 - 車種変更後、博多駅 - 西鹿児島駅間運行の特急「ドリームつばめ」に変更。 |
| きたぐに    | 大阪駅 - 新潟駅間       | 東海道本線米原駅経由   | 1985年3月14日             | 使用車種の変更。                             | 変更後でも583系を使用し、寝台車を設定した。 |
| さんべ5·6号 | 米子駅 - 博多駅間       | 山陰本線経由           | 1984年2月1日              | 利用者減少。                                 | 「さんべ6号」は松江駅 → 米子駅間普通列車として運行。 |
| 大雪        | 札幌駅 - 網走駅間       |                        | 1992年3月15日             | 使用車種の変更。                             | 車両変更に際し、特急「オホーツク9・10号」に昇格。 |
| だいせん    | 大阪駅 - 出雲市駅間     | 福知山線・山陰本線経由 | 1999年10月2日             | 使用車種の変更。                             | 1985年3月14日のダイヤ改正までは全車全席指定(B寝台車6両・普通座席車3両)の「寝台急行」であった。 |
| ちくま      | 長野駅 - 大阪駅間       | 中央西線経由           | 1997年10月1日             | 使用車種の変更。                             | 気動車による定期夜行列車が1978年10月2日のダイヤ改正にて20系寝台車と12系座席車の混結編成に置き換えられてブルートレインの仲間入りを果たした。                                                                                       |
| 津軽        | 上野駅 - 青森駅間       | 奥羽本線経由           | 1985年3月14日             | 寝台車連結廃止。                             | 後に583系を使用した時期もあったが、寝台車の設定は無かった。 |
| 日南        | 博多駅 - 西鹿児島駅間   | 日豊本線経由           | 1993年3月18日             |                                              | - 宮崎駅 - 西鹿児島駅間普通列車として運行。 - 車種変更後、博多駅 - 宮崎駅間運行の特急「ドリームにちりん」に変更。 |
| 能登        | 上野駅 - 金沢駅間       | 信越本線長野駅経由     | 1993年3月18日             | 使用車種の変更。                             | |
| はまなす    | 青森駅 - 札幌駅間       |                        | 2016年3月21日             | 北海道新幹線開業に伴う運行形態の変更による。 | JR分社化以降に運行を開始。 そのためブルートレインとして認識されない場合もある。 |
| まりも      | 札幌駅 - 釧路駅間       | 石勝線経由             | 1993年3月18日             | 使用車種の変更                               | 前身列車である急行「狩勝7·8号」は10系以前の旧型客車として最後となる全車全席指定(A寝台車1両·B寝台車6両·グリーン座席車1両·普通座席車2両)の「寝台急行」として1980年9月30日まで運行していた。 変更後、特急「おおぞら13·14号」に昇格。 |
| 妙高        | 上野駅 - 直江津駅間     | 信越本線経由           | 1985年3月14日             | 使用車種の変更。                             | |
| 利尻        | 札幌駅 - 南稚内駅間     |                        | 1991年3月16日             | 使用車種の変更。                             | |